# Eurylana cookii
Eurylana cookii är en kräftdjursart som först beskrevs av Henri Filhol 1885.  Eurylana cookii ingår i släktet Eurylana och familjen Cirolanidae. Inga underarter finns listade i Catalogue of Life.